# نيفيل نوكس
نيفيل نوكس (10 أكتوبر 1884 - 3 مارس 1935) (بالإنجليزية: Neville Knox)‏ هو لاعب كريكت بريطاني (وحمل سابقاً جنسية المملكة المتحدة لبريطانيا العظمى وأيرلندا). شارك مع منتخب إنجلترا للكريكت.

## وصلات خارجية
- نيفيل نوكس على موقع إي آس بي آن كريك إنفو (الإنجليزية)